# Angleška renesansa
Angleška renesansa je bila kulturno in umetniško gibanje v Angliji od konca 15. stoletja do začetka 17. stoletja. Povezana je z vseevropsko renesanso, ki se običajno šteje kot začetek v Italiji konec 14. stoletja. Tako kot v večini preostale severne Evrope, je tudi Anglija le malo napredovala še več kot stoletje pozneje. Začetek angleške renesanse se pogosto uporablja leto 1485, ko je bitka na Bosworthovem polju končala vojno rož in ustoličila rodbino Tudor. Renesančni slog in ideje so le počasi prodrle v Anglijo, elizabetinsko obdobje pa v drugi polovici 16. stoletja običajno velja za vrh angleške renesanse.
Angleška renesansa se razlikuje od italijanske na več načinov. Prevladujoče oblike angleške renesanse so bile literatura in glasba. Vizualna umetnost je bila veliko manj pomembna kot v italijanski renesansi. Angleško obdobje se je začelo precej pozneje kot italijansko, ki se je v 1550-ih ali prej začelo prevešati v manierizem in barok. V nasprotju s tem pa lahko rečemo, da se je angleška renesansa šele začela, tresoče, v 1520-ih in se je nadaljevala do morda 1620.

## Likovna umetnost
Anglija je bila zelo počasna pri ustvarjanju vizualnih umetnosti v renesančnem slogu. Umetniki na dvoru  Tudorjev so bili večinoma uvoženi tujci vse do konca renesanse; Hans Holbein mlajši je bil izjemen lik. Angleška reformacija je ustvarila velik program ikonoklazma, ki je uničil skoraj vso srednjeveško religiozno umetnost in je skoraj končal slikarsko znanje v Angliji. V angleški umetnosti naj bi prevladovalo portretiranje, kasneje pa tudi krajinsko slikarstvo. Pomembna angleška iznajdba je bila portretna miniatura, ki je v bistvu vzela tehniko zamirajoče umetnosti iluminiranega rokopisa in jo prenesla na majhne portrete, ki so jih nosili v medaljonih. Čeprav so v Angliji delovali tuji umetniki, večinoma flamski, kot je Lucas Horenbout, so v poznem 16. stoletju domačini, kot sta Nicolas Hilliard in Isaac Oliver, ustvarili najboljša dela, vendar so bili najboljši izdelovalci večjih portretov v olju še vedno tujci. Portretna miniatura se je razširila po vsej Evropi do 18. stoletja. Portret Elizabete I. je bil skrbno nadzorovan in razvit v izčrpnem in popolnoma nerealističnem ikonskem slogu, ki mu je uspelo ustvariti trajne podobe.

## Glasba
Angleška renesančna glasba je bila v stiku s celinskimi dogodki veliko bolj kot vizualna umetnost in je uspela preživeti reformacijo relativno uspešno, čeprav sta bila William Byrd in druge pomembne osebe katoličani. Elizabetinski madrigal se je razlikoval od italijanske tradicije. Thomas Tallis, Thomas Morley in John Dowland so bili drugi vodilni angleški skladatelji.
Kolosalna antifona produkcija beneške šole je bila pričakovana v delih Thomasa Tallisa, slog Palestrine iz rimske šole pa je bil že prevzet pred objavo glasbe Musica transalpina, v glasbi mojstrov, kot je bil William Byrd.
Italijanska in angleška renesansa sta bili podobni pri delitvi specifične glasbene estetike. V poznem 16. stoletju je bila Italija glasbeno središče Evrope in ena od glavnih oblik, ki so nastale iz te edinstvene eksplozije glasbene ustvarjalnosti, je bil madrigal. Leta 1588 je Nicholas Yonge objavil v Angliji Musica transalpina - zbirko italijanskih madrigalov, ki so bili anglicizirani - dogodek, ki je začel modo madrigala v Angliji in je bil v renesansi skorajda brez primere, ko je bila takoj sprejeta ideja in prilagojena lokalni estetiki. Angleška poezija je bila ravno na pravi stopnji razvoja za to presaditev, saj so se oblike, kot je sonet, lepo prilagodile nastajanju kot madrigal: v resnici je bil sonet v Italiji že dobro razvit. Skladatelji, kot je Thomas Morley, edini sodobni skladatelj v rangu Shakespeara in katerega delo je preživelo, so objavili lastne zbirke, približno na italijanski način, vendar z edinstveno angleščino; zanimanje za skladbe angleške madrigalske šole je v zadnjih desetletjih doživelo precejšnje oživljanje.

## Arhitektura
Kljub nekaterim stavbam v delno renesančnem slogu iz obdobja vladavine Henrika VIII., zlasti palača Hampton Court, izginule palače Nonsuch, Sutton Place in Layer Marney Tower, ni bilo do elizabetinske arhitekture konca stoletja pravega renesančnega sloga. Najbolj znane stavbe so velike razstavne hiše, zgrajene za dvorjane, za katere je značilna razkošna uporaba stekla, tako kot Hardwick Hall (več stekla kot stene), Wollaton Hall in Hatfield House ter Burghley House, slog ki se nadaljuje v zgodnjem 17. stoletju preden se razvije v jakobinsko arhitekturo. Manjše, vendar še vedno velike hiše, kot je Little Moreton Hall, so se do konca 16. stoletja še naprej gradile in širile v bistvu iz srednjeveških pollesenih slogov. Cerkvena arhitektura se je v bistvu nadaljevala v poznem gotskem slogu vse do reformacije, nato pa se je skoraj popolnoma ustavila, čeprav so cerkveni spomeniki, oltarji in druga oprema pogosto imeli klasičen slog iz sredine stoletja. Nekaj novih cerkvenih stavb je bilo običajno še vedno v gotskem slogu, kot kapela Langley iz leta 1601.

## Kritika ideje angleške renesanse
Pojem imenovan obdobje »renesanse« je sodoben izum, ki ga je v 19. stoletju populariziral zgodovinar Jacob Burckhardt. Ideja renesanse je bila izpostavljena večji kritiki mnogih kulturnih zgodovinarjev, nekateri pa so trdili, da »angleška renesansa« nima prave vezi z umetniškimi dosežki in cilji italijanskih umetnikov (Leonardo da Vinci, Michelangelo, Donatello), ki so identiteta renesančne vizualne umetnosti. Medtem ko je z vidika literarne zgodovine Anglija že doživela razcvet književnosti več kot 200 let pred časom Shakespeara, v zadnjih desetletjih 14. stoletja. Geoffrey Chaucer je populariziral angleščino kot medij književne kompozicije namesto latinščine le 50 let po tem, ko je Dante začel uporabljati italijanščino za resno poezijo, Chaucer pa je prevajal dela Boccaccia in Petrarko v srednjo angleščino. Istočasno so v angleščini pisali tudi William Langland, avtor Piers Plowman in John Gower. V petnajstem stoletju so bili Thomas Malory (avtor Le Morte D'Arthur), John Lydgate in Thomas Hoccleve pomembne osebnosti. Zato znanstveniki menijo, da je obdobje, ki se imenuje angleška renesansa, vprašljivo; C. S. Lewis, profesor srednjeveške in renesančne književnosti na Oxfordu in Cambridgeu, je povedal, da je »odkril«, da ni angleške renesanse, in da če je obstajala, nima »nobenega učinka«.
Zgodovinarji so prav tako začeli obravnavati besedo »renesansa« kot nepotrebno, ki pomeni nedvoumno pozitiven »preporod« iz domnevno bolj primitivnega srednjega veka. Nekateri zgodovinarji so postavili vprašanje »za koga renesanso«, pri čemer so na primer poudarili, da se je položaj žensk v družbi verjetno zmanjšal v času renesanse. Mnogi zgodovinarji in kulturni zgodovinarji zdaj raje uporabljajo izraz »zgodnje moderno« za to obdobje, izraz, ki poudarja obdobje kot prehodno obdobje, ki je pripeljalo do modernega sveta, vendar se skuša izogniti pozitivnim ali negativnim konotacijam.
Drugi kulturni zgodovinarji so temu nasprotovali, da je bilo, ne glede na to, ali je ime »renesansa« primerno, nedvomno umetniški razcvet v Angliji pod Tudorji, ki je dosegel vrhunec v Shakespearu in njegovih sodobnikih.